# Inundaciones de Afganistán-Pakistán de 2024
Desde marzo de 2024, las fuertes lluvias y las inundaciones repentinas tanto en Afganistán como en Pakistán mataron a casi 600 personas e hirieron a muchas más. Las inundaciones fueron causadas por fuertes lluvias fuera de temporada, relámpagos y tormentas que azotaron los dos países vecinos. Las inundaciones causaron grandes daños a la infraestructura y la agricultura en ambos lados de la frontera. 

## Daños y víctimas

### Afganistán
Durante las inundaciones de abril, más de 100 personas murieron  y 54 resultaron heridas debido a las fuertes lluvias e inundaciones en 23 provincias. Al menos 2.134 casas quedaron destruidas y 10.789 cabezas de ganado murieron en las inundaciones. La Oficina de las Naciones Unidas para la Coordinación de Asuntos Humanitarios en Afganistán informó que las fuertes lluvias e inundaciones afectaron a más de 25.000 familias  y dañaron cerca de 1.000 casas. El portavoz del departamento, Janan Sayeq, informó que la mayoría de las víctimas se produjeron por derrumbes de tejados. Más de 600 kilómetros (370 millas) de carretera y 9.271 hectáreas (22.910 acres) de tierras agrícolas se inundaron. 
El 11 de mayo, la oficina del Programa Mundial de Alimentos de Afganistán dijo que las inundaciones mataron a 330 personas  e hirieron a otras 1.600. En la provincia de Baglán, 300 personas murieron, otras 100 resultaron heridas, 1000 casas fueron destruidas y muchas más sufrieron daños. En el distrito de Baghlani Jadid, 100 personas murieron y 1.500 casas sufrieron daños. Otras 20 personas murieron y 80 más resultaron heridas en la provincia de Takhar, mientras que otras tres murieron en la provincia de Herat. Las provincias de Badakhshan y Ghor también resultaron afectadas.

### Pakistán
El 6 de marzo, fuertes lluvias provocaron un deslizamiento de tierra en el distrito de Swat, que mató a más de 40 personas.
A lo largo de abril, otras 99 personas, entre ellas 44 niños, murieron y 94 resultaron heridas en nuevas inundaciones, que dañaron más de 3.500 casas y 464 escuelas. La provincia más afectada fue Khyber Pakhtunkhwa, donde se registraron 64 muertes, seguida de Punjab con 21 muertes y Baluchistán con 15 muertes. Las lluvias torrenciales provocaron inundaciones y cortes de energía en Khyber Pakhtunkhwa, Baluchistán, Punjab y Azad Jammu y Cachemira. La mayoría de las muertes fueron causadas por rayos que mataron a agricultores que cosechaban trigo y por lluvias que provocaron el colapso de casas. Las calles de varias ciudades quedaron inundadas. Las lluvias también azotaron Islamabad. Las autoridades declararon el estado de emergencia en Baluchistán.

## Causas
Las precipitaciones extremas contrastaron marcadamente con el invierno inusualmente seco. El suelo seco resultante tuvo dificultades para absorber la lluvia, lo que exacerbó las inundaciones. Algunos expertos citaron el cambio climático como la causa.

## Respuesta y rescate
La Autoridad Nacional de Gestión de Desastres de Pakistán recomendó a los servicios de emergencia que estuvieran en alerta máxima, ya que se esperaba otra ronda de fuertes lluvias. Entre los muertos confirmados hay 25 niños, 12 hombres y 9 mujeres, mientras que entre los heridos hay 11 mujeres, 33 hombres y 16 niños. El Departamento Meteorológico de Pakistán predijo más lluvias intermitentes en las cuatro provincias. Se pensaba que las lluvias continuas con posibles inundaciones en Baluchistán y Khyber Pakhtunkhwa continuaron hasta el 22 de abril.